# Zemský okres Bad Kissingen
Zemský okres Bad Kissingen (německy Landkreis Bad Kissingen) je zemský okres v německé spolkové zemi Bavorsko, ve vládním obvodu Dolní Franky. Sídlem správy zemského okresu je město Bad Kissingen. Má přibližně 99 tisíc obyvatel. 

## Města a obce
Města:
1. Bad Brückenau
2. Bad Kissingen
3. Hammelburg
4. Münnerstadt

Obce:
1. Aura an der Saale
2. Bad Bocklet
3. Burkardroth
4. Elfershausen
5. Euerdorf
6. Fuchsstadt
7. Geroda
8. Maßbach
9. Motten
10. Nüdlingen
11. Oberleichtersbach
12. Oberthulba
13. Oerlenbach
14. Ramsthal
15. Rannungen
16. Riedenberg
17. Schondra
18. Sulzthal
19. Thundorf in Unterfranken
20. Wartmannsroth
21. Wildflecken
22. Zeitlofs